# Juntos e Enrolados
Juntos e Enrolados é um filme de comédia brasileiro de 2021, dirigido por Eduardo Vaisman e Rodrigo Van Der Put, e produzido por Marcos Scherer, Patrícia Chamon e Rodrigo Leifer. O filme é protagonizado por Rafael Portugal e Cacau Protásio. É co-protagonizado por Evelyn Castro, Emanuelle Araújo, Fábio de Luca e Leandro Ramos e conta ainda com as participações especiais de Fafy Siqueira, Neusa Borges e Marcos Pasquim. O filme foi lançado no Brasil em 13 de janeiro de 2022 pela Imagem Filmes.
Juntos e Enrolados apresenta roteiro original escrito por Cláudio Torres, Rodrigo Goulart e Sabrina Garcia. Os personagens se encontram em uma série de acontecimentos que geram uma confusão generalizada que envolvem o casal Júlio (Rafael Portugal) e Daiana (Cacau Protásio) momentos antes de seu casamento.
O filme arrecadou mais de R$ 1 milhão em seu fim de semana de estreia, tornando-se um sucesso de bilheteria, no entanto, recebeu críticas negativas dos críticos de cinema em relação ao roteiro e do desenvolvimento do filme, mas elogiaram a química entre o casal de protagonistas do filme (Rafael Portugal e Cacau Protásio).

## Sinopse
Júlio (Rafael Portugal) e Daiana (Cacau Protásio) finalmente vão realizar o sonho de fazer uma festa de casamento após dois anos de união e muita economia financeira. A situação parece estar fluindo bem e sob controle, até que Júlio recebe uma mensagem de Melissa (Emanuelle Araújo) no celular pouco antes da cerimônia. Uma confusão generalizada ocorre, mas a festa precisa acontecer.

## Elenco
- Rafael Portugal como Júlio
- Cacau Protásio como Daiana
- Evelyn Castro como Suzie[5]
- Fábio de Luca como Carlos Mário
- Emanuelle Araújo como Melissa
- Fafy Siqueira como Teresa
- Marcos Pasquim como Tenente Marcondes
- Leandro Ramos como Mestre Chan
- Matheus Ceará como Zé
- Berta Loran como Dona Elvira
- Tony Tornado como Olavo
- Neusa Borges como Margarete
- Paulo Carvalho como Adolfo
- Jon Vlogs como Pedroca
- Otávio Martins como Luquinha
- Alfredo Garcês como Tio Cirilo
- Francine Flash como Karla
- Joel Vieira como Garçom do Casamento
- Aarhon Pinheiro como Róbson
- César Maracujá como Arthur
- Pia Manfroni como Juíza do Cartório

## Produção
Juntos e Enrolados é produzido por Rodrigo Letier, da produtora Kromaki, em parceria com a Rubi Produtora e em coprodução com a Globo Filmes. A direção do filme é assinada pela dupla Eduardo Vaisman e o vencedor do Emmy Internacional Rodrigo Van Der Put.

## Lançamento
O filme estreou nos cinemas do Brasil em 13 de janeiro de 2022. Duas sessões de pré-estreia ocorreram em 21 de dezembro de 2021 em Campos dos Goytacazes, Rio de Janeiro. Uma das sessões era restrita para convidados e familiares da atriz Cacau Protásio e outra aberta ao público.

## Recepção

### Bilheteria
Em sua estreia, o filme alcançou bons índices de público, com cerca de 72,9 mil espectadores, gerando uma receita de R$ 1,4 milhão apenas em um fim de semana.